# Косая Степь
Коса́я Степь — село в Ольхонском районе Иркутской области России. Входит в состав Куретского муниципального образования. 

## География
Находится на правом берегу реки Бугульдейки, при впадении в неё речки Харик, в 10 км к северо-западу от центра сельского поселения, деревни Куреть, на региональной автодороге 25К-003 Баяндай — Хужир.

## Население
| 2002 | 2010 | 2011 | 2012 |
| ---- | ---- | ---- | ---- |
| 64   | ↗100 | →100 | ↗106 |

По данным Всероссийской переписи, в 2010 году в селе проживало 100 человек (50 мужчин и 50 женщин).

## Церковь Благовещения Пресвятой Богородицы
Каменную Благовещенскую церковь в селе построил на свои средства богатый иркутский купец Я. Я. Протасов, который ранее построил в Иркутске крупную пятиглавую Владимирскую церковь. В письменных источниках приводится различные даты сооружения церкви (1795 и 1804), но по-скольку церковь была двухпрестольная, с главным холодным храмом в честь Благовещения Пресвятой Богородицы и северным тёплым приделом во имя Николая Чудотворца, предполагается, что приведённые датировки означают последовательное освящение престолов. В приход церкви (1915) входило 1858 человек, к нему было приписано две часовни: одна деревянная в ограде церкви, вторая в д. Куртунской, освящённая во имя Дмитрия Солунского.
Объёмная композиция церкви отвечала традициям каменной культовой архитектуры Иркутска XVIII века и продолжала барочные традиции. Одноэтажный двухсветный храм завершался крутым восьмилотковым куполом и был увенчан малым световым восьмериком с небольшой главкой на гранёной шейке. Ярусная колонна типа восьмерик на высоком четверике завершалась стройным шпилем. С северной стороны был расположен низкий предел. Планировочная продольно-осевая структура с трапезной шире храма и пятигранным алтарём родственна деревянному культовому зодчеству. Длина постройки 14, ширина 8,5 саженей. Убранство фасадов близко по характеру к Преображенской церкви Иркутска и Успенской церкви в с. Оёк.
Церковное здание постановлением (1925) Иркутского губ.исполкома было объявлено памятником архитектуры, что позже было подтверждено решением СНК РСФСР. Документы разрешающие на снос не обнаружены, но до наших дней церковь не сохранилась.